# Dasyscopa homogenes
Dasyscopa homogenes là một loài bướm đêm trong họ Crambidae.